# Новотандово
Новотандово (рос. Новотандово) — присілок у Барабінському районі Новосибірської області Російської Федерації.
Входить до складу муніципального утворення Зюзінська сільрада. Населення становить 90 осіб (2010).

## Історія
Згідно із законом від 2 червня 2004 року органом місцевого самоврядування є Зюзінська сільрада.

## Населення
| 2002 | 2007 | 2010 |
| ---- | ---- | ---- |
| 125  | ↘107 | ↘90  |